# Camps de modelització neuronal
El camp de modelització neuronal (NMF) és un marc matemàtic per a l'aprenentatge automàtic que combina idees de xarxes neuronals, lògica difusa i reconeixement basat en models. També s'ha conegut com a camps de modelització, teoria de camps de modelització (MFT), xarxes neuronals artificials de màxima probabilitat (MLANS). Aquest marc ha estat desenvolupat per Leonid Perlovsky a l'AFRL. NMF s'interpreta com una descripció matemàtica dels mecanismes de la ment, inclosos els conceptes, les emocions, els instints, la imaginació, el pensament i la comprensió. NMF és un sistema heterojeràrquic multinivell. A cada nivell de NMF hi ha models-conceptuals que encapsulen el coneixement; generen els anomenats senyals de dalt a baix, interactuant amb els senyals d'entrada, de baix a dalt. Aquestes interaccions es regeixen per equacions dinàmiques, que impulsen l'aprenentatge, l'adaptació i la formació de nous conceptes-models per a una millor correspondència amb els senyals d'entrada, de baix a dalt.

## Models conceptuals i mesures de semblança
En el cas general, el sistema NMF consta de diversos nivells de processament. A cada nivell, els senyals de sortida són els conceptes reconeguts en (o formats a partir de) senyals d'entrada, de baix a dalt. Els senyals d'entrada s'associen a (o reconeixen, o s'agrupen en) conceptes segons els models i en aquest nivell. En el procés d'aprenentatge, els models-conceptuals s'adapten per a una millor representació dels senyals d'entrada de manera que augmenta la similitud entre els models-conceptuals i els senyals. Aquest augment de similitud es pot interpretar com la satisfacció d'un instint de coneixement, i es fa sentir com a emocions estètiques.
Cada nivell jeràrquic consta de N "neurones" enumerades per l'índex n=1,2.. N. Aquestes neurones reben senyals d'entrada, de baix a dalt, X(n), dels nivells inferiors de la jerarquia de processament. X(n) és un camp d'activacions sinàptiques neuronals de baix a dalt, procedents de neurones a un nivell inferior. Cada neurona té una sèrie de sinapsis; per a generalitat, cada activació neuronal es descriu com un conjunt de números,
{\displaystyle {\vec {X}}(n)=\{X_{d}(n)\},d=1..D.}
, on D és el nombre o les dimensions necessàries per descriure l'activació de la neurona individual.
Els senyals de dalt a baix o d'encebació a aquestes neurones s'envien mitjançant models conceptuals, Mm(S m, n)
{\displaystyle {\vec {M}}_{m}({\vec {S}}_{m},n),m=1..M.}
, on M és el nombre de models. Cada model es caracteritza pels seus paràmetres, Sm ; a l'estructura neuronal del cervell estan codificades per la força de les connexions sinàptiques, matemàticament, estan donades per un conjunt de nombres,
{\displaystyle {\vec {S}}_{m}=\{S_{m}^{a}\},a=1..A.}
, on A és el nombre de dimensions necessàries per descriure un model individual.
Els models representen senyals de la següent manera. Suposem que el senyal X( n ) prové de les neurones sensorials n activades per l'objecte m, que es caracteritza pels paràmetres S m. Aquests paràmetres poden incloure la posició, l'orientació o la il·luminació d'un objecte m. El model M m ( S m, n) prediu un valor X (n) d'un senyal a la neurona n. Per exemple, durant la percepció visual, una neurona n de l'escorça visual rep un senyal X (n) de la retina i un senyal d'encebació M m ( S m, n) d'un model d'objecte m. La neurona n s'activa si tant el senyal de baix a dalt de l'entrada de nivell inferior com el de cebament de dalt a baix són forts. Diversos models competeixen per obtenir proves en els senyals de baix a dalt, alhora que adapten els seus paràmetres per a una millor concordança tal com es descriu a continuació. Aquesta és una descripció simplificada de la percepció. La percepció visual quotidiana més benigna utilitza molts nivells des de la retina fins a la percepció d'objectes. La premissa NMF és que les mateixes lleis descriuen la dinàmica d'interacció bàsica a cada nivell. La percepció de característiques minúscules, o objectes quotidians, o la cognició de conceptes abstractes complexos es deu al mateix mecanisme que es descriu a continuació. La percepció i la cognició impliquen models-conceptuals i aprenentatge. En la percepció, els models-conceptuals corresponen als objectes; en els models de cognició corresponen a relacions i situacions.
L'aprenentatge és una part essencial de la percepció i la cognició, i en la teoria NMF està impulsat per la dinàmica que augmenta una mesura de semblança entre els conjunts de models i senyals, L({X},{M}). La mesura de similitud és una funció dels paràmetres del model i les associacions entre els senyals d'entrada de baix a dalt i els senyals de model conceptual de dalt a baix. En construir una descripció matemàtica de la mesura de semblança, és important reconèixer dos principis:
En primer lloc, es desconeix el contingut del camp visual abans que es produeixi la percepció
En segon lloc, pot contenir qualsevol d'una sèrie d'objectes. La informació important es podria contenir en qualsevol senyal de baix a dalt;
Per tant, la mesura de semblança es construeix de manera que tingui en compte tots els senyals de baix a dalt, X ( n ),
{\displaystyle L(\{{\vec {X}}(n)\},\{{\vec {M}}_{m}({\vec {S}}_{m},n)\})=\prod _{n=1}^{N}{l({\vec {X}}(n))}.}    (1)
Aquesta expressió conté un producte de semblances parcials, l( X (n)), sobre tots els senyals de baix a dalt; per tant, obliga el sistema NMF a tenir en compte cada senyal (fins i tot si un terme del producte és zero, el producte és zero, la semblança és baixa i l'instint de coneixement no està satisfet); això és un reflex del primer principi. En segon lloc, abans que es produeixi la percepció, la ment no sap quin objecte va donar lloc a un senyal d'una neurona particular de la retina. Per tant, es construeix una mesura de similitud parcial de manera que tracti cada model com una alternativa (una suma sobre models conceptuals) per a cada senyal de neurona d'entrada. Els seus elements constitutius són similituds parcials condicionals entre el senyal X (n) i el model M m, l( X (n)|m). Aquesta mesura està "condicionada" a la presència de l'objecte m, per tant, quan es combinen aquestes quantitats en la mesura de semblança global, L, es multipliquen per r(m), que representen una mesura probabilística de la presència de l'objecte m. Combinant aquests elements amb els dos principis esmentats anteriorment, es construeix una mesura de similitud de la següent manera:
{\displaystyle L(\{{\vec {X}}(n)\},\{{\vec {M}}_{m}({\vec {S}}_{m},n)\})=\prod _{n=1}^{N}{\sum _{m=1}^{M}{r(m)l({\vec {X}}(n)|m)}}.}    (2)
L'estructura de l'expressió anterior segueix els principis estàndard de la teoria de la probabilitat: es fa una suma sobre alternatives, m, i es multipliquen diverses proves, n. Aquesta expressió no és necessàriament una probabilitat, però té una estructura probabilística. Si l'aprenentatge té èxit, s'aproxima a la descripció probabilística i condueix a decisions bayesianes gairebé òptimes. El nom "similitud parcial condicional" per a l(X(n)|m) (o simplement l(n|m)) segueix la terminologia probabilística. Si l'aprenentatge té èxit, l(n|m) es converteix en una funció de densitat de probabilitat condicional, una mesura probabilística que el senyal de la neurona n es va originar a partir de l'objecte m. Aleshores L és una probabilitat total d'observar senyals {X(n)} procedents d'objectes descrits pel model-conceptual {Mm}. Els coeficients r(m), anomenats priors en la teoria de la probabilitat, contenen biaixos o expectatives preliminars, els objectes esperats m tenen valors de r(m) relativament alts; els seus valors reals solen ser desconeguts i s'han d'aprendre, com altres paràmetres Sm.
Tingueu en compte que en la teoria de la probabilitat, un producte de probabilitats normalment assumeix que l'evidència és independent. L'expressió de L conté un producte sobre n, però no assumeix independència entre diversos senyals X (n). Hi ha una dependència entre els senyals a causa dels models conceptuals: cada model Mm (Sm, n) prediu els valors de senyal esperats en moltes neurones n.
Durant el procés d'aprenentatge, els models-conceptuals es modifiquen constantment. Normalment, les formes funcionals dels models, Mm (S m, n), són totes fixes i l'aprenentatge-adaptació només implica paràmetres del model, S m. De tant en tant un sistema forma un nou concepte, tot conservant-ne també un d'antic; alternativament, de vegades es fusionen o s'eliminen conceptes antics. Això requereix una modificació de la mesura de semblança L; El motiu és que més models sempre donen lloc a un millor ajust entre els models i les dades. Aquest és un problema ben conegut, s'aborda reduint la similitud L mitjançant una "funció de penalització escèptica" (Mètode de penalització) p(N,M) que creix amb el nombre de models M, i aquest creixement és més pronunciat per a una quantitat menor. de dades N. Per exemple, una estimació de màxima probabilitat asimptòticament imparcial condueix a p(N,M) = exp(-N par /2) multiplicativa, on N par és un nombre total de paràmetres adaptatius en tots els models (aquesta funció de penalització és conegut com a criteri d'informació d'Akaike, vegeu (Perlovsky 2001) per a més discussió i referències).

## Aprenentatge en NMF utilitzant algorisme de lògica dinàmica
El procés d'aprenentatge consisteix a estimar els paràmetres del model S i associar senyals amb conceptes maximitzant la similitud L. Tingueu en compte que totes les combinacions possibles de senyals i models es tenen en compte a l'expressió (2) per a L. Això es pot veure expandint una suma i multiplicant tots els termes que resulten en M N elements, un nombre enorme. Aquest és el nombre de combinacions entre tots els senyals (N) i tots els models (M). Aquesta és la font de la complexitat combinatòria, que es resol en NMF utilitzant la idea de lògica dinàmica. Un aspecte important de la lògica dinàmica és fer coincidir la vaguetat o la difusa de les mesures de semblança amb la incertesa dels models. Inicialment, els valors dels paràmetres no es coneixen i la incertesa dels models és alta; també ho és la difusa de les mesures de semblança. En el procés d'aprenentatge, els models es tornen més precisos i la mesura de semblança més nítida, el valor de la semblança augmenta.